# Plasma Science and Technology
Plasma Science and Technology est une revue à comité de lecture dans le domaine de la physique des plasmas.